# Самойлов, Иосиф Иосифович
Иосиф Иосифович Самойлов (1902, совр. Белоруссия — 26 февраля 1986, Новосибирск) — советский партийный деятель, библиотекарь, директор Новосибирской областной научной библиотеки (1949—1965).

## Биография
Родился в 1902 году на территории современной Белоруссии. С 1908 по 1919 год проживал и трудился на отведённом его семье земельном участке деревни Подволошной (сейчас — Колыванский район). С 1920 года состоял в партии (секретарь ячейки), с июля этого года работал одновременно председателем Совета Краснореченской коммуны, секретарём Ново-Тырышкинского волостного комитета ВКП(б) и командиром отряда частей особого назначения (ЧОН).
В 1924 году утверждён политруком 2-й роты, через некоторое время занял должность секретаря партбюро полка. В 1926 году ушёл со службы. Работал в Черепановском райисполкоме (председатель коммуны, секретарь) и Косихинском райкоме партии (секретарь). С июля 1938 года находился под арестом как враг народа, однако 3 ноября 1939 года вышел на свободу.
Во время Великой Отечественной войны — политрук роты, инструктор, позднее — начальник отделения политотдела 38-й дивизии конвойных войск.
В 1947 году приехал в Новосибирск, где получил пост заведующего отделом пропаганды и агитации Дзержинского райкома партии, но был отстранён от партийной работы постановлением ЦК КПСС по причине судимости.
В 1949 году назначен руководителем Новосибирской областной библиотеки. Добился выделения учреждению дополнительного здания на Красном проспекте, участвовал в организации Западно-Сибирских зонального об-ния по краеведческой библиографии.

## Сочинения
- О состоянии и задачах библиографии Сибири // Сиб. огни. 1958. № 6. С. 186—188;
- Пропаганда литературы об истории и развитии народного хозяйства Сибири // Идейно-воспитательная работа массовых библиотек. М. 1959. С. 345—354[2].

## Награды
Удостоен ордена «Знак Почёта» и медалей.